# Чечевичный дукат

Чечевичный дукат Регенсбурга. Отчеканен около 1750 года

Чечевичный дукат (нем. Linsendukat) — название крошечной золотой монеты номиналом в 1⁄32 дуката. Ряд нумизматических источников относят к чечевичным также номиналы в 1⁄16 и 1⁄24 дуката.
Из-за своих малых размеров монеты не были пригодными для участия в денежном обороте. Их использовали для подарков и украшений.
Чечевичные дукаты чеканили в городах Нюрнберг (1700 год) и Регенсбург (1740—1770-е годы), ландграфстве Гессен-Кассель и графстве Штольберг-Штольберг (1759 год). Монеты Гессен-Касселя не предназначались для оборота и не являлись законным платёжным средством. Их производство было частной инициативой придворного медальера Иоганна Конрада Кёрнера (нем. Johann Konrad Körner). Чечевичные дукаты Нюрнберга имели характерное изображение для дукатов с Агнцем.